# Filip Blecha
Filip Blecha (16. července 1997, Praha) je český fotbalový záložník, od léta 2025 hraje za brněnskou Zbrojovku.

## Klubová kariéra
S fotbalem začal na Střížkově, ze kterého se přesunul do Bohemky.

### Bohemians Praha 1905
Po dovršení patřičného věku byl 1. července 2015 zařazen do A-týmu Bohemians. Za Klokany odehrál 28 utkání a vstřelil 6 branek.

### FC Silon Táborsko (hostování)
Dne 21. července 2017 přišel na roční hostování do Táborska. Zpočátku kvůli neuspokojivým výkonům nastupoval v rezervě Táborska v krajském přeboru, kde se mu začlo dařit a zbytek hostování hrál v áčku. Odehrál 28 zápasů za A-tým a připsal si 2 asistence.

### FC Sellier & Bellot Vlašim (hostování)
Do Vlašimi přišel na hostování dne 17. července 2018. Za půl roku odehrál 21 utkání a vstřelil jeden gól.

### FC Sellier & Bellot Vlašim
Po vcelku vydařeném hostování přestoupil 29. ledna 2019 natrvalo do Vlašimi. Za necelé tři roky odehrál 68 zápasů a vstřelil 13 branek. V zimě 2022 si ho v půlce vydařené sezóny vyhlédla pražská Slavia.

### SK Slavia Praha
Dne 5. ledna 2022 ho koupil pražský manšaft, avšak za ně neodehrál ani jedno utkání. Po měsíci šel na hostování do Brna.

### FC Zbrojovka Brno
Dne 11. února 2022 přišel na rok a půl dlouhé hostování do Zbrojovky. Za dobu hostování stihl odehrát 37 zápasů a připsat si 4 góly, taktéž se Zbrojovkou ovládl 2. ligu. Dne 30. června 2023 se vrátil k červenobílým.

### SFC Opava
Dne 18. července 2023 přišel do Slezského FC Opava. První branku v dresu Opavy vstřelil hned v prvním ligovém zápase při prohře 2:1 s Jihlavou, kdy v 68. minutě otevíral skóre.V první sezóně nastřílel 8 branek, a stal se tak nejgólovějším hráčem slezského mužstva. I díky tomu se následující sezonu stal zástupcem kapitána, kterým se stal po zranění Janoščína stal Adam Ondráček. I Blecha kapitánskou pásku oblékl.

### FC Zbrojovka Brno (návrat)
V červnu 2025 se jako volný hráč vrátil do Zbrojovky.

## Reprezentační kariéra
Blecha nastupoval v českých mládežnických kategoriích U18, U19 a U20. Za reprezentaci nastoupil naposledy dne 27. března 2018, kdy takzvaná Lvíčata porazily Nizozemsko.